# Jelling Kirke
Jelling Kirke (svenska: Jellings kyrka) är en kyrkobyggnad i tätorten Jelling i Vejle kommun, Danmark. Kyrkan är församlingskyrka i Jelling församling

## Historia
Den nuvarande kyrkan är byggd i kalksten av typen travertin cirka år 1100. På platsen har man funnit spår efter tre träkyrkor - samtliga nerbrunna. Kung Harald Blåtand reste den första kyrkan på platsen troligtvis som gravminne över sin far Gorm den gamle.
Delar av kyrkan brann 1679, men kyrkan återställdes. Kyrkan har senare fått ett vapenhus.

## Kungagraven
Då Harald Blåtand gick över till kristendomen, lät han sin far flyttas från den norra gravhögen för att få en kristen grav inne i kyrkan. År 2000 blev Gorm den gamle, efter ett antal år på Nationalmuseet åter begravd i kyrkans kor. Graven är markerad med sterlingsilver i golvets dekoration.

## Interiör
Rundbågefönstren kom till under en restaurering 1935. Kor och skepp har platt tak.
Utsmyckningen  av Jelling kyrka donerades av År 2000 Fonden och har gjorts av bildhuggaren Jørn Larsen. Utsmyckningen omfattar väggar, golv, fönster, bänkar och belysning förutom gamla element och inventarier. Golvet är av svensk granit med ett inlagt kors, vars armar sträcker sig mot altaret som är utfört i röd granit. Fönsterrutorna mot söder är utförda i franskt blockglas.
De ursprungliga kalkmålningarna som var dåligt bevarande, ersattes av kopior av Julius Magnus Petersen 1875. Kalkmålningarna på sydväggen från 1920-talet är utförda av Johan Thomas Skovgaard.
Predikstolen är från 1650 och är i rennässansstil. Kristusbilderna i fälten är från före 1650. Från kung Kristian V:s tid och framåt har det gjorts monogram för de danska regenter som har besökt kyrkan.
På tornrummets nordvägg hänger 6 figurer som avbildar apostlar, bland annat Petrus med nyckeln, Johannes med kalken och de spetälskas helgon Katarina av Alexandria från omkring 1500. De 6 övriga apostlarna försvann omkring 1900 och har ersatts av nya från 1970-talet.
Orgeln från 1960 är byggd av Marcussen & Søn och hade ursprungligen 14 stämmor och 2 manualer samt pedalverk. 2000 byggdes orgeln ut med två rörstämmor, fagott och trumpet.
votivskeppet "Minerva", som hängdes upp i kyrkan den 25 juni 1944, är en tremastad fullriggare, byggd av före detta skeppssnickare Martin Hansen, København.

## Världsarv
Jelling kyrka blev tillsammans med Jellingstenarna och de två gravhögarna Danmarks första världsarv 1994.

## Galleri

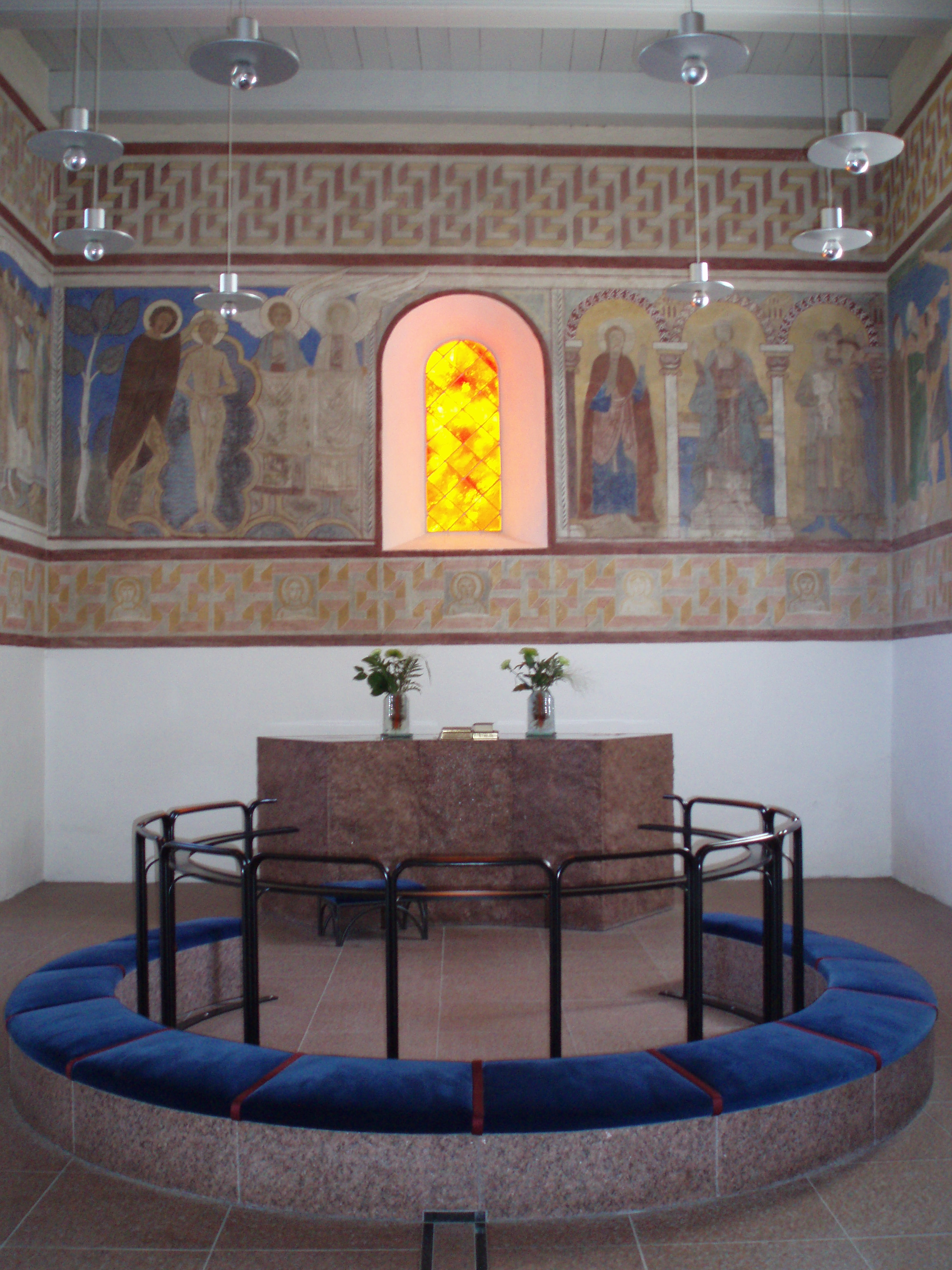
Koret med altaret samt kalkmålningar och mosaikfönstren i bakgrunden
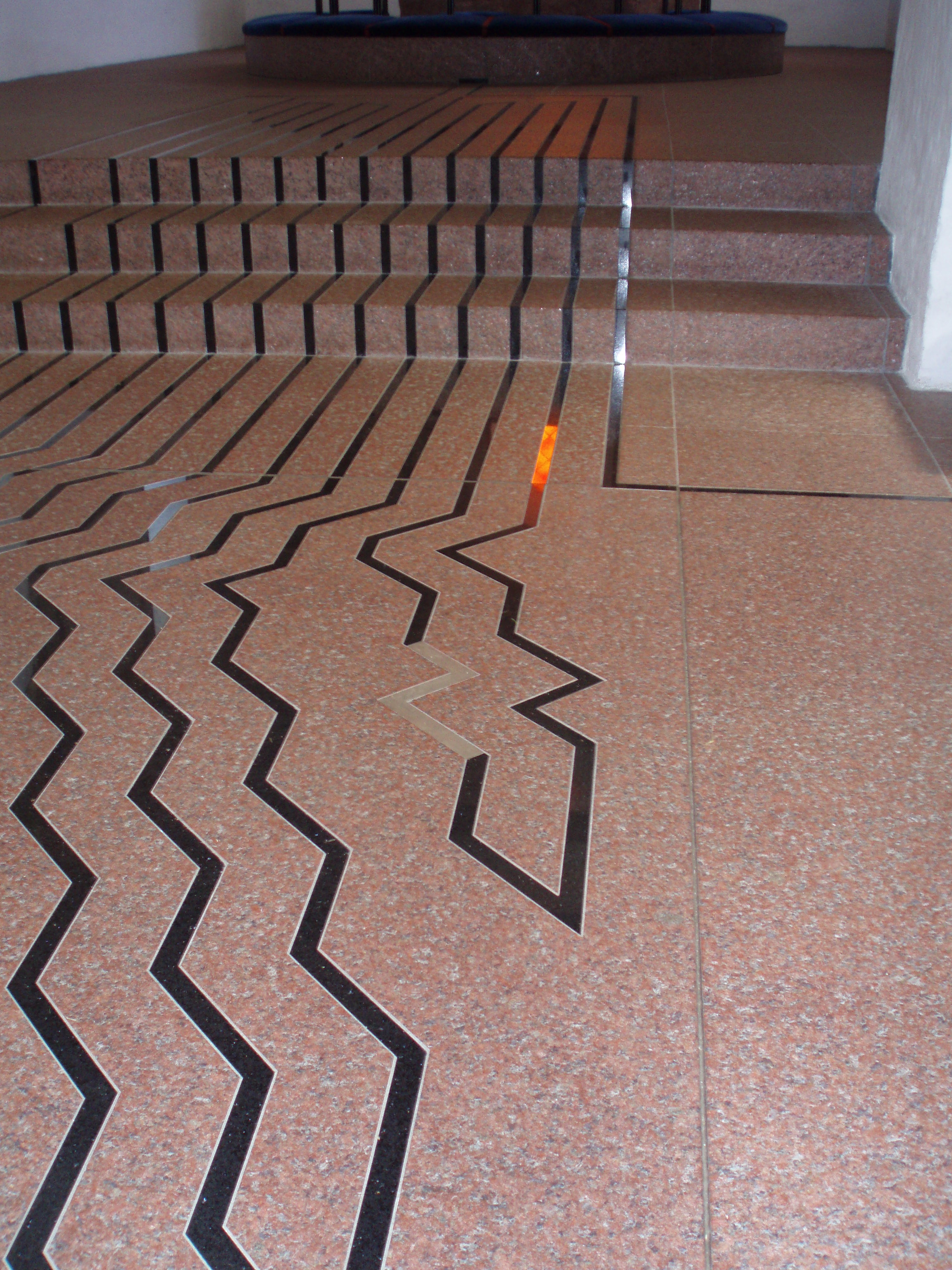
Gorm den gamles grav markerad i kyrkans golv
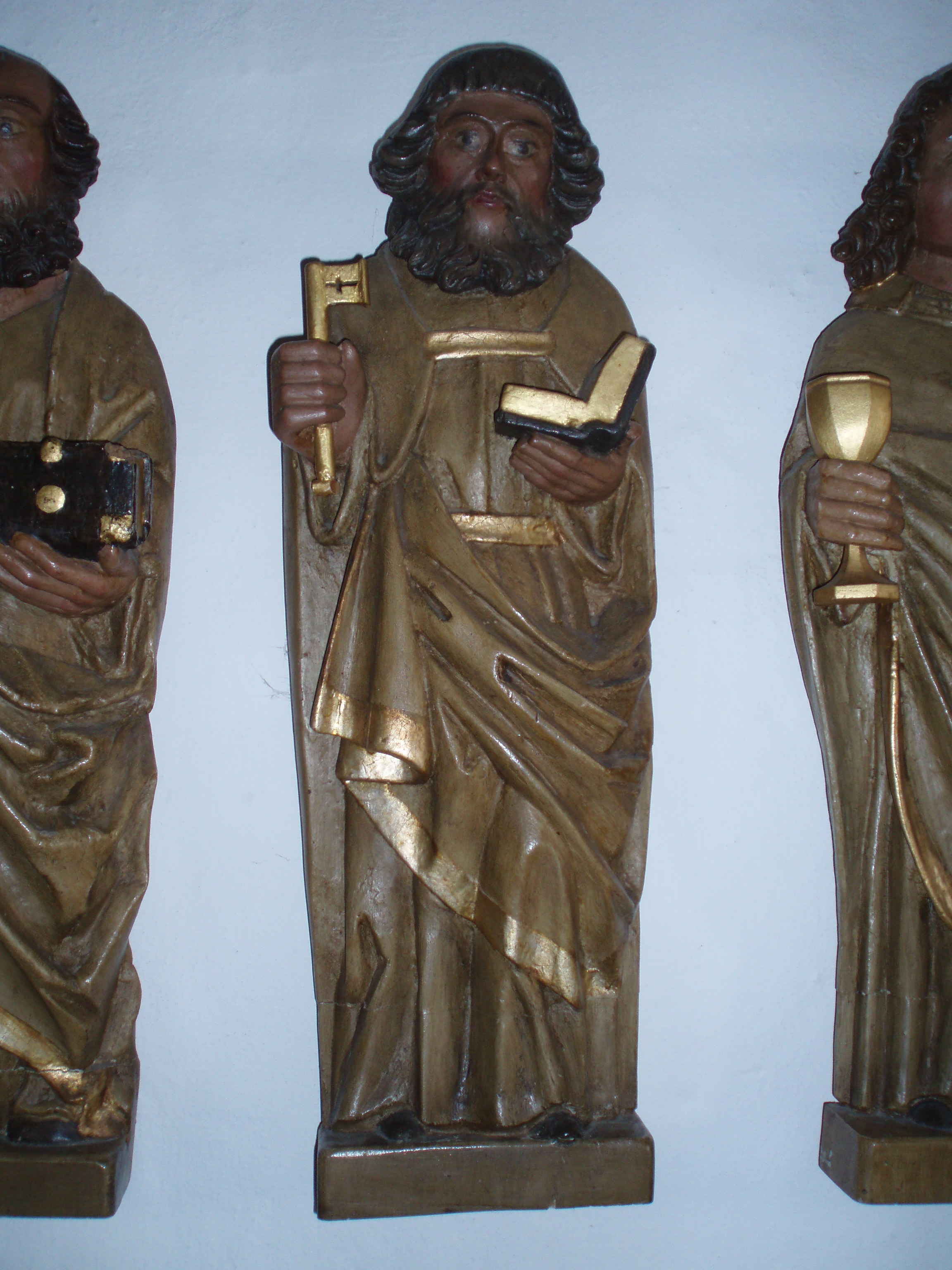
Apostelfigurerna, aposteln Petrus från omkring år 1500